# Kim Stanley Robinson

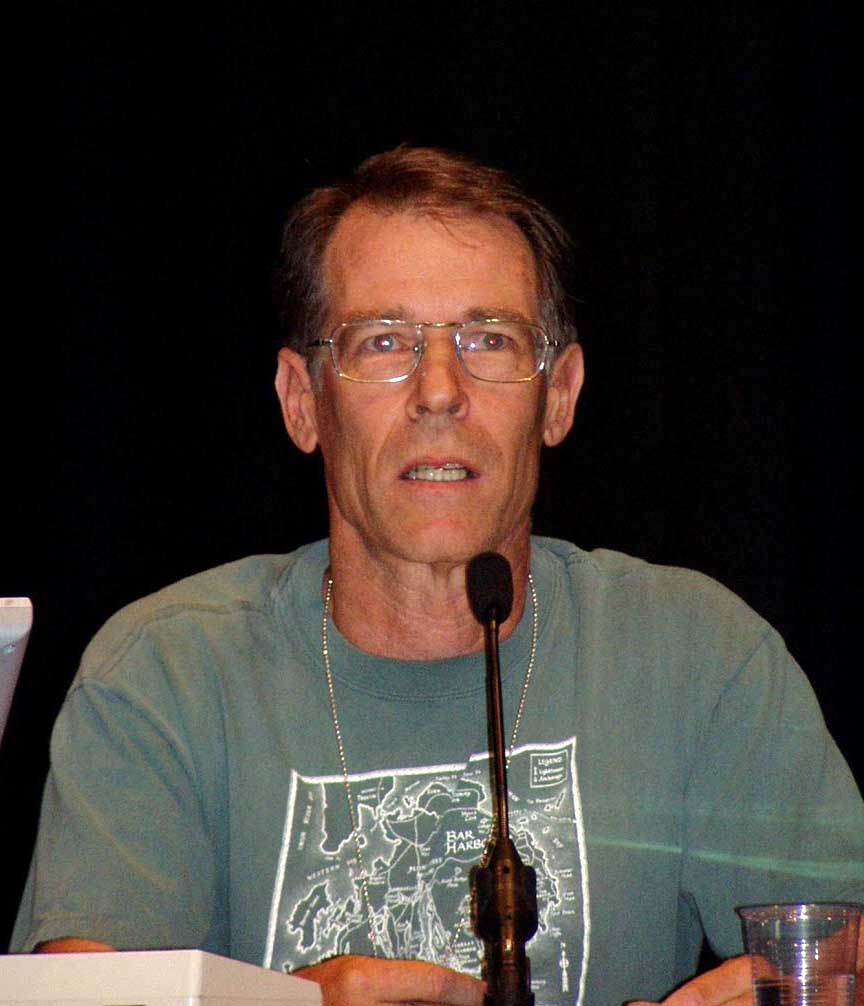
Kim Stanley Robinson auf der Worldcon in Glasgow im August 2005

Kim Stanley Robinson (* 23. März 1952 in Waukegan, Illinois) ist ein US-amerikanischer Science-Fiction-Autor.

## Leben
1974 schloss Robinson ein Literaturstudium an der UC San Diego ab, 1975 nahm er ein Anglistik-Studium an der Boston University auf.
Im gleichen Jahr war er Teilnehmer des renommierten Clarion Workshops für angehende Science-Fiction- und Fantasy-Autoren, wo Ursula K. Le Guin, Fredric Jameson und Gary Snyder zu seinen Lehrpersonen gehörten, und bei dem er in der Folge auch als Dozent wirkte.
Seine erste Science-Fiction-Erzählung Coming Back To Dixieland wurde 1976 von Damon Knight in seiner Orbit-Anthologienreihe publiziert. 1982 folgte die Promotion in Literatur mit einer Arbeit über das Romanwerk von Philip K. Dick, die 1984 in Buchform überarbeitet als The Novels Of Philip K. Dick erschien. Seine ersten beiden SF-Romane erschienen im selben Jahr, Icehenge und das preisgekrönte The Wild Shore.
Er unterrichtete als Dozent an verschiedenen Universitäten und widmet sich seit 1988 ganz der Tätigkeit eines Schriftstellers.

## Werk
„Ich weiß nicht, ob Menschen zu meinen Lebzeiten zum Mars gelangen werden, und es ist mir auch egal. Die Klima- und Biodiversitätskrise hier auf der Erde ist im Moment so intensiv, dass der Mars in unserer Zeit völlig irrelevant ist. Es ist ein Projekt für das zweiundzwanzigste Jahrhundert. Wenn wir zum Mars gehen, nachdem wir hier auf der Erde eine gerechte und nachhaltige Zivilisation [...] aufgebaut haben, dann wird der Mars eine Art Belohnung für uns sein [...]. Bis dahin spielt es einfach keine Rolle.“

Seine Werke befassen sich oft mit ökologischen und soziologischen Themen. Viele seiner Romane entspringen seiner Faszination für wissenschaftliche Themen, wie z. B. seinen 15 Jahren Forschung und der lebenslangen Begeisterung für den Mars, die zu seiner berühmtesten Arbeit, der Marstrilogie, führten.
In seiner Trilogie Forty Signs of Rain, Fifty Degrees Below und Sixty Days and Counting, sowie in den Romanen 2312, New York 2140 und The Ministry for the Future thematisiert er die Folgen der globalen Erwärmung. Seine Werke werden oft zu den bedeutendsten des Genres Klimafiktion gezählt.

## Privates
Er ist seit 1982 verheiratet, lebte einige Zeit in der Schweiz und heute mit Frau und den beiden Söhnen in Davis, Kalifornien.

## Bibliografie

### Kalifornien-Trilogie
- Das wilde Ufer, 1986, ISBN 3-404-24083-9, The Wild Shore, 1983
- Goldküste, 1989, ISBN 3-404-24116-9, The Gold Coast, 1988
- Pazifische Grenze, 1992, ISBN 3-404-24151-7, Pacific Edge, 1990

### Mars-Trilogie
deutsch von Winfried Petri und Eva Torhorst, Neuauflage durchgesehen und überarbeitet von Elisabeth Bösl
- Roter Mars, 1997, ISBN 3-453-09428-X; 2015, ISBN 978-3-453-31696-6; Red Mars, 1992
- Grüner Mars, 1997, ISBN 3-453-09429-8; 2015, ISBN 978-3-453-31697-3; Green Mars, 1993
- Blauer Mars, 1999, ISBN 3-453-09437-9; 2015, ISBN 978-3-453-31698-0; Blue Mars, 1995

### Capital Code
- Forty Signs of Rain, 2004
- Fifty Degrees Below, 2005
- Sixty Days and Counting, 2007

### Einzelromane
- Die eisigen Säulen des Pluto, 1987, ISBN 3-404-24092-8, Icehenge, 1984
- Sphärenklänge, 1987, ISBN 3-404-24098-7, The Memory of Whiteness, 1985
- A Short, Sharp Shock, 1990
- Antarktika, 2001, ISBN 3-453-18779-2, Antarctica, 1997
- The Years of Rice and Salt, 2002, ISBN 0-553-58007-8
- Galileo's Dream, 2010
- 2312, 2013, ISBN 978-3-453-31435-1, 2312, 2012
- Schamane, 2014, ISBN 978-3-453-26948-4, Shaman, 2013
- Aurora, 2016, ISBN 978-3-453-31724-6, Aurora, 2015
- New York 2140, Orbit, 2017, ISBN 978-0-316-26234-7
  - New York 2140, Heyne, München 2018, ISBN 978-3-453-31900-4, Übersetzer Jakob Schmidt
- Red Moon,  Little, Brown Book, 2018, ISBN 978-0-356-50880-1
  - Roter Mond, Heyne, München 2019, ISBN 978-3-453-32010-9, Übersetzer Jakob Schmidt
- The Ministry for the Future, 2020
  - Das Ministerium für die Zukunft, Heyne, München 2021, ISBN 978-3-453-32170-0, Übersetzer Paul Bär

### Kurzgeschichtensammlungen
- Geschöpfe der Sonne, 1988, ISBN 3-404-24104-5, The Planet on the Table, 1986
- Flucht aus Katmandu, 1990, ISBN 3-404-24137-1, Escape from Kathmandu, 1989
- Remaking History: And Other Stories, 1991
- Die Marsianer, 2002, ISBN 3-453-21355-6, Martians, 1999

### Sammelbände mit Interviews und Gastbeiträgen
- Mit Fritz Heidorn: Kim Stanley Robinson. Erzähler des Klimawandels. Hirnkost, Berlin 2022. ISBN 978-3-949452-31-4.

### Als Herausgeber
- Future Primitive: The New Ecotopias, 1994

### Sachbücher
- Die Romane des Philip K. Dick : eine Monographie, 2005, ISBN 3-926126-51-5, The Novels of Philip K. Dick, 1984
- Kistenpass. Autobiographische Kurzgeschichte. In: Flurb. A Webzine of Astonishing Tales #4 (2007, online auf flurb.net)

## Preise und Auszeichnungen
- 1984 World Fantasy Award für den besten Kurzroman Black Air
- 1984 SF Chronicle Award für die beste Erzählung Black Air
- 1985 Locus Award für The Wild Shore als bester erster Roman
- 1987 Nebula Award für den besten Kurzroman The Blind Geometer
- 1988 Asimov’s Reader Poll Award für den besten Kurzroman Mother Goddess of the World
- 1991 John W. Campbell Memorial Award für den Roman Pacific Edge
- 1991 Locus Award für den besten Kurzroman A Short, Sharp Shock
- 1992 SF Chronicle Award für die beste Kurzgeschichte Vinland the Dream
- 1992 BSFA Award für den Roman Roter Mars
- 1993 Nebula Award für den Roman Roter Mars
- 1994 Hugo Award für den Roman Grüner Mars
- 1994 Locus Award für den SF-Roman Grüner Mars
- 1997 Hugo Award für den Roman Blauer Mars
- 1997 Locus Award für den SF-Roman Blauer Mars
- 1999 Seiun Award als bester ausländischer Roman für Roter Mars
- 2000 Locus Award für die Erzählsammlung The Martians
- 2003 Locus Award für den SF-Roman The Years of Rice and Salt
- 2013 Nebula Award für den Roman 2312
- 2016 Robert A. Heinlein Award
- 2016 Benennung eines Asteroiden nach ihm: (72432) Kimrobinson